# Opistophthalmus glabrifrons
Opistophthalmus glabrifrons je druh štírů. Vyskytuje se v Africe (Botswana, Mosambik, Jihoafrická republika, Tanzanie, Zimbabwe). Tento štír vytváří nory. Je znám ze suchých oblastí s rozdílnou teplotou. Pokud je napaden, vydává cvrkavé zvuky. Je rozdílně zbarvený.

## Jed
Jeho jed není zdraví nebezpečný. Celá čeleď veleštírovití je neškodná. Zdroje tvrdící opak jsou většinou pochybné nebo se jedná o encyklopedie snažící se obsáhnout více různých řádů zvířat [zdroj?]. Bodnutí však může být bolestivé. Stejné nepravdivé informace byly ve snaze najít více nebezpečných druhů mimo čeleď Buthidae rozšířeny o Heterometrus svammerdami.

## Chov
Opistophthalmus glabrifrons je často chován. Do Evropy se přiváží z Tanzanie.